# Château de Hirado
Le château de Hirado (平戸城, Hirado-jō) était le siège du clan Matsuura, daimyos du domaine de Hirado dans la province de Hizen de Kyūshū. Il se trouve dans la ville actuelle de Hirado, préfecture de Nagasaki au Japon. Il est aussi connu sous le nom de château de Kameoka (亀岡城, Kameoka-jō).

## Histoire
Le château de Hirado fut construit au sommet d'une petite péninsule montagneuse circulaire en face de la baie de Hirado, entouré d'eau sur trois côtés.
Après que Toyotomi Hideyoshi a réussi la conquête de Kyūshū, le seigneur de guerre local, Matsuura Shigenobu, se vit attribuer le comté de Hirado et l'île Iki pour son domaine. En 1599, Matsuura Shigenobu bâtit un château nommé Hinotake-jō sur l'emplacement de l'actuel château de Hirado. Il incendia cependant lui-même le château en 1613 en signe de loyauté envers le shōgun Tokugawa Ieyasu, ayant servi du côté de Toyotomi, le perdant de la bataille de Sekigahara. En retour, il fut autorisé à conserver son titre de daimyō du domaine de Hirado durant le shogunat Tokugawa.
L'actuel château de Hirado fut construit en 1704 sur ordre de Matsuura Takashi, 4e daimyō du domaine de Hirado, avec l'aide du shogunat Tokugawa pour en faire la clef de voûte des défenses maritimes du Japon dans la région de la mer de Chine orientale, après que le pays ait mis en œuvre une politique d'isolement (sakoku) dirigée contre les commerçants étrangers et les missionnaires. Ce dessein fut partiellement influencé par les théories du stratège militaire Sokō Yamaga. Le nouvel édifice fut terminé en 1718 et le château demeura la résidence des daimyos Matsuura jusqu'à la restauration de Meiji en 1868.
Avec l'abolition du système han en 1871, toutes les structures du château de Hirado furent démantelées à l'exception d'une porte septentrionale, d'une poivrière (yagura) et de la douve, puis les terres servirent à créer le parc Kameoka, comprenant un sanctuaire shinto consacré aux esprits des générations successives des daimyos Matsuura. L'ancienne résidence du dernier daimyō, Matsuura Akira, a été transformée en musée d'histoire locale.
En 1962, quatre yagura, les murs en terre et le donjon (tenshu) ont été reconstruits. Le nouveau donjon est une structure à cinq étages en béton armé, présentant des objets du clan Matsuura. Un de ces artefacts est un sabre japonais (tachi) de 93 cm de long datant de la période Asuka, sabre dont la légende veut qu'il ait été porté par un général à l'époque de l'invasion de la Corée par l'impératrice Jingū. Héritage du clan Matsuura, le sabre est à présent propriété du sanctuaire Matsuura et a été désigné « importante propriété culturelle du Japon ».
En 2017, le château de Hirado devient le premier château japonais à proposer un hébergement aux touristes.

## Galerie

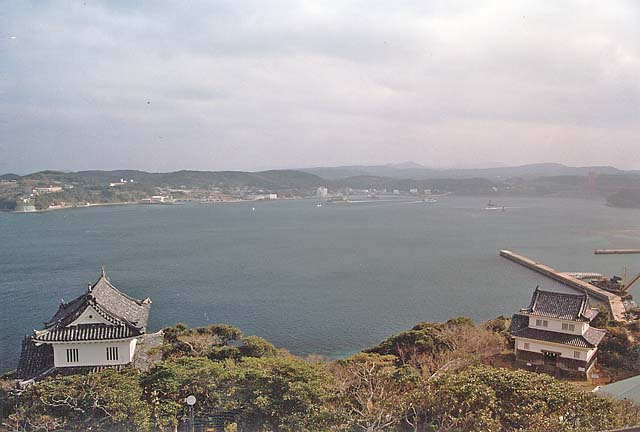
Le château de Hirado est bâti sur une île de Kyūshū.
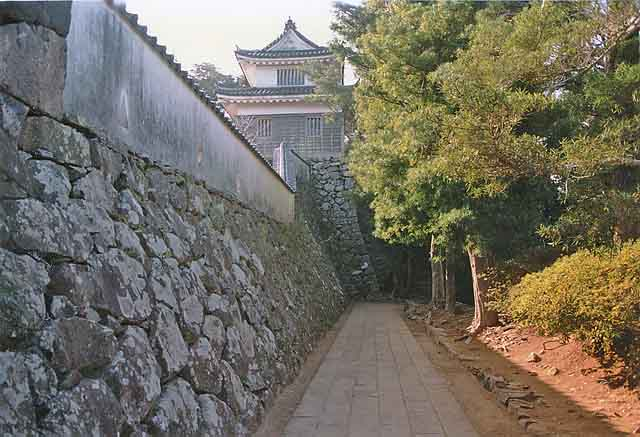
Le donjon.
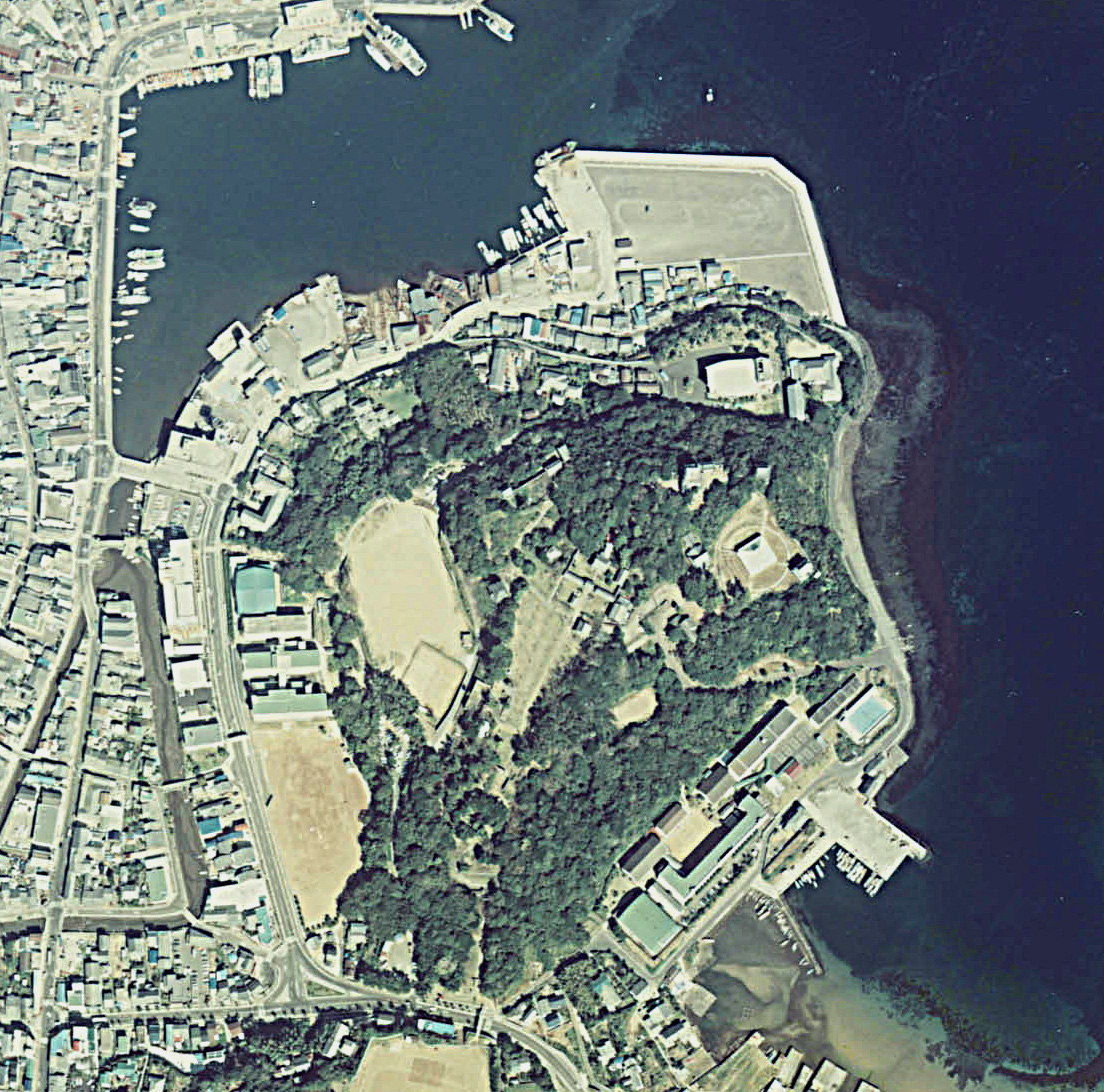
Vue aérienne du château de Hirado.
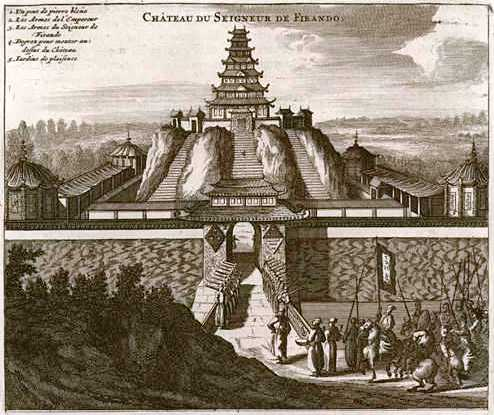
Gravure française (XVIe siècle) du château de Hirado - appelé Firando (sic) - dessinée selon des rapports de voyageurs.

## Source
- (en) Cet article est partiellement ou en totalité issu de l’article de Wikipédia en anglais intitulé « Hirado Castle » (voir la liste des auteurs).